# 塞尔维尔
塞尔维尔（法語：Serville，法語發音：[sɛʁvil]）是法国厄尔-卢瓦省的一个市镇，位于该省北部，属于德勒区。

## 地理
塞尔维尔（48°46'8"N, 1°29'7"E）面积5.62 平方千米，位于法国中央-卢瓦尔河谷大区厄尔-卢瓦省，该省份为法国北部内陆省份，北起顺时针与厄尔省、伊夫林省、埃松省、卢瓦雷省、卢瓦-谢尔省、萨尔特省和奧恩省接壤。
与塞尔维尔接壤的市镇（或旧市镇、城区）包括：布鲁埃、比镇、谢里西、热尔曼维尔、马尔舍宰。

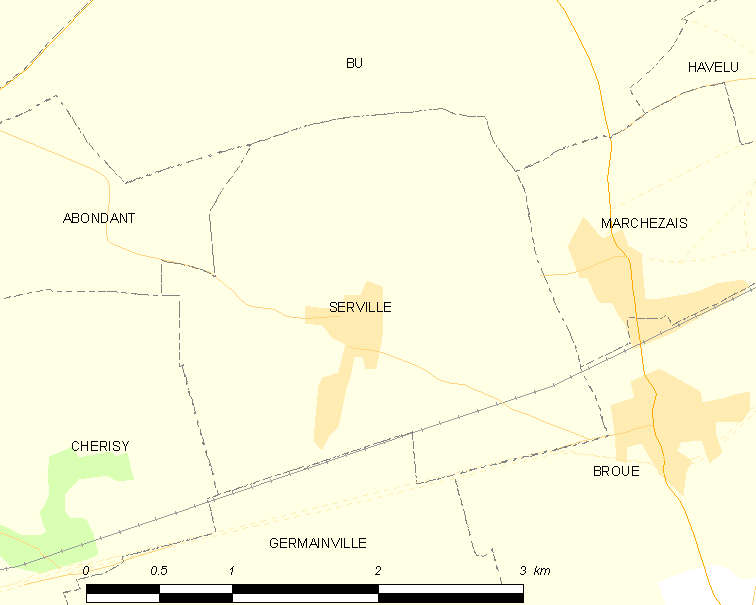
塞尔维尔的OSM定位图

塞尔维尔的时区为UTC+01:00、UTC+02:00（夏令时）。

## 行政
塞尔维尔的邮政编码为28410，INSEE市镇编码为28375。

## 政治
塞尔维尔所属的省级选区为阿内特县。

## 人口

1962-2008年间塞尔维尔人口变化图示

塞尔维尔于2022年1月1日时的人口数量为362人。